# Гексацианоферрат(II) цинка
Гексацианоферрат(II) цинка — неорганическое соединение,
соль цинка и железистосинеродистой кислоты 
с формулой Zn2[Fe(CN)6],
не растворяется в воде,
образует кристаллогидрат — белые кристаллы.

## Получение
- Обменная реакция растворимой соли цинка и гексацианоферрата(II) калия:

{\displaystyle {\mathsf {2ZnCl_{2}+K_{4}[Fe(CN)_{6}]+3H_{2}O\ {\xrightarrow {}}\ Zn_{2}[Fe(CN)_{6}]\cdot 3H_{2}O\downarrow +4KCl}}}

## Физические свойства
Гексацианоферрат(II) цинка образует кристаллогидрат состава Zn2[Fe(CN)6]•3H2O — белые кристаллы.
Не растворяется в воде.

## Химические свойства
- В присутствии кислот образует кислую соль:

{\displaystyle {\mathsf {2Zn_{2}[Fe(CN)_{6}]+H_{2}SO_{4}\ {\xrightarrow {}}\ H_{2}Zn_{3}[Fe(CN)_{6}]{}_{2}+ZnSO_{4}}}}
для которой известен кристаллогидрат H2Zn3[Fe(CN)6]2•11H2O.